# Татра (правитель гуннов)
Татра (Терек) — правитель (каган, хан) группы гунских и булгарских племен, приблизительно в 515—520 годах, которые проживали на территориях современной Украины.

## Краткая информация
После кагана булгар Джураша, около 500 года начал править его сын Татра. Он стал известен благодаря своим удачным походам против Византийской империи,  в 506—520 годах.
В период правления он закрепил границы своей державы, которая протягивалась от Дуная до Крымского полуосторова.
После Татры правителем западных булгар стал его сын Боян-Чельбира, а правителем кутригуров (гуннов) стал Грод, согласно некоторых источников брат Татры.